# WGC-HSBC Champions
Le WGC-HSBC Champions est l'un des quatre tournois annuels du World Golf Championships.

## Histoire
Le HSBC Champions est un tournoi de golf existant depuis 2005. Disputé en novembre sur le parcours du Sheshan Golf Club à Shanghai, il figure au calendrier de quatre circuits de golf professionnel : le Tour Européen PGA, l'Asian Tour, le Sunshine Tour et le PGA Tour of Australasia.
Depuis 2009, le tournoi fait partie du World Golf Championships.
Le tournoi porte le nom de la banque HSBC dont le siège social se trouve à Londres. Celle-ci est également le sponsor principal d'un tournoi sur le LPGA Tour, le HSBC Women's Champions, tournoi disputé à Singapour.
La société a déjà eu des activités de sponsors dans le passé. Durant la période 2003-07, elle était le sponsor principal du HSBC World Match Play Championship, tournoi de match play. Durant la période 2005-07, elle assurait le même rôle sur le circuit féminin avec le   HSBC Women's World Match Play Championship.

## Critères de participation
Il est d'abord ouvert aux cinquante premiers du Official World Golf Ranking, classement mondial des golfeurs professionnels. Les vainqueurs d'un tournoi, dans l'année précédant le tournoi, figurant au calendrier de l'un des quatre circuits sont également qualifiés. De même, les vingt premiers de l'Ordre du Mérite européen, ainsi que les cinq premiers des trois autres circuits, sont également invités.
D'autres possibilités pour participer existent : le vainqueur de l'ordre du Mérite des circuits annexes que sont le Challenge Tour, Von Nida Tour et winter swing. Enfin huit places, réservées à des amateurs ou professionnels chinois sont laissées à la discrétion des organisateurs.

## Palmarès
| Année              | Vainqueur          | Nationalité        | Score              | Écart              | Second(s)                                     |
| WGC-HSBC Champions | WGC-HSBC Champions | WGC-HSBC Champions | WGC-HSBC Champions | WGC-HSBC Champions | WGC-HSBC Champions                            |
| ------------------ | ------------------ | ------------------ | ------------------ | ------------------ | --------------------------------------------- |
| 2017               | Justin Rose        | Angleterre         | 274 (-14)          | 2                  | Dustin Johnson, Brooks Koepka, Henrik Stenson |
| 2016               | Hideki Matsuyama   | Japon              | 265 (-23)          | 7                  | Henrik Stenson, Daniel Berger                 |
| 2015               | Russell Knox       | Écosse             | 268 (-20)          | 2                  | Kevin Kisner                                  |
| 2014               | Bubba Watson       | États-Unis         | 277 (−11)          | 2                  | Tim Clark                                     |
| 2013               | Dustin Johnson     | États-Unis         | 264 (−24)          | 2                  | Ian Poulter                                   |
| 2012               | Ian Poulter        | Angleterre         | 267 (−21)          | 2                  | Ernie Els                                     |
| 2011               | Martin Kaymer      | Allemagne          | 268 (−20)          | 3                  | Fredrik Jacobson                              |
| 2010               | Francesco Molinari | Italie             | 269 (−19)          | 1                  | Lee Westwood                                  |
| 2009               | Phil Mickelson     | États-Unis         | 271 (-17)          | 1                  | Ernie Els                                     |
| HSBC Champions     |                    |                    |                    |                    |                                               |
| 2008               | Sergio García      | Espagne            | 274 (-14)          | Playoff            | Oliver Wilson                                 |
| 2007               | Phil Mickelson     | États-Unis         | 278 (-10)          | Playoff            | Ross Fisher, Lee Westwood                     |
| 2006               | Yang Yong-eun      | Corée du Sud       | 274 (-14)          | 2                  | Tiger Woods, Retief Goosen                    |
| 2005               | David Howell       | Angleterre         | 268 (-20)          | 3                  | Tiger Woods                                   |